# درع صفيحية

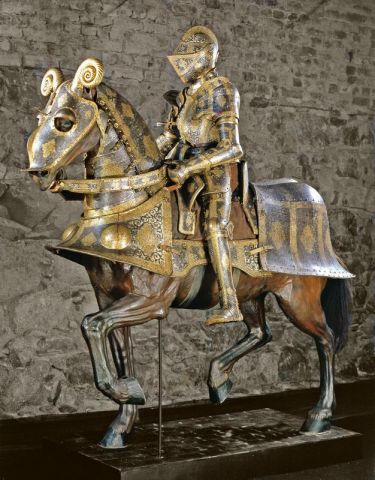
درع صفيحية كامل للرجل والحصان المملوك بواسطة زغمونت الثاني أوغست (الذي حكم خلال الفترة 1548–1569)

الدرع الصفيحية هي نوع تاريخي من الدروع الشخصية المصنوعة من صفائح الحديد أو الصلب. وفي حين كانت هناك أسلاف أولية مثل lorica segmentata التي كانت مستخدمة في الحقبة الرومانية، تطورت الدرع الصفيحية الكاملة في أوروبا خلال أواخر العصور الوسطى، لا سيما أثناء حرب المائة عام، والتي كانت تتكون من درع من الصفائح يتم ارتداؤها فوق سترات زردية خلال القرن الثالث عشر. وفي أوروبا بلغت الدروع الصفيحية أوجها في أواخر القرنين الخامس عشر والسادس عشر، مع إدخال السترات الكاملة للدرع الصفيحية القوطية التي كان يتم ارتداؤها في ساحات معارك الحروب البرغندية والحروب الإيطالية. وكانت القوات الأكثر تسلحًا بالدروع خلال تلك الفترة هي سلاح الفرسان الثقيل مثل رجال الدرك والفرسان ذوي الدروع الأوائل، ولكن قوات المشاة من المرتزقة السويسريين وقوات لاندسكنيشت اعتادوا أيضًا على ارتداء سترات أكثر خفة من الدرع الصفيحية «التي تشمل ثلاثة أرباع»، حيث كانت تُترك الساقان بدون حماية.
وتراجع استخدام الدرع الصفيحية في القرن السابع عشر، ولكنه بقي شائعًا فيما بين طبقة النبلاء والفرسان ذوي الدروع طوال الحروب الدينية في أوروبا. وبعد عام 1650، تراجع استخدام الدرع الصفيحية إلى درع الصدر البسيط (الدرع) التي كان يرتديها الفرسان. وكان يرجع السبب في هذا إلى تطوير بندقية الفلينتلوك "بندقية ذات زند له صوانة" القديمة التي يمكنها اختراق الدروع من على مسافة بعيدة، الأمر الذي قلل بشدة من مردود الاستثمار في الدروع الصفيحية الكاملة. وبالنسبة للمشاة، اكتسبت درع الصدر أهمية متجددة مع تطوير قذيفة الشظايا في أواخر القرن الثامن عشر. ويرجع استخدام الصفائح الصلبة التي يتم دمجها في السترات الواقية من الرصاص إلى الحرب العالمية الثانية، والتي تم استبدالها بمواد أكثر حداثة مثل البلاستيك المقوى بالألياف منذ خمسينيات القرن الماضي. ومن سوء الفهم الشائع أن الدرع الصفيحية للجنود الأوروبيين قد أثرت سلبًا على التنقل بشكل كبير، ولكن في الواقع فإن الدرع الصفيحية كانت أقل ثقلاً كما أنها تميزت بتوزيع الوزن بشكل أكبر من عدة الأكسجين الحديثة الخاصة برجل الإطفاء.

## العصور المبكرة

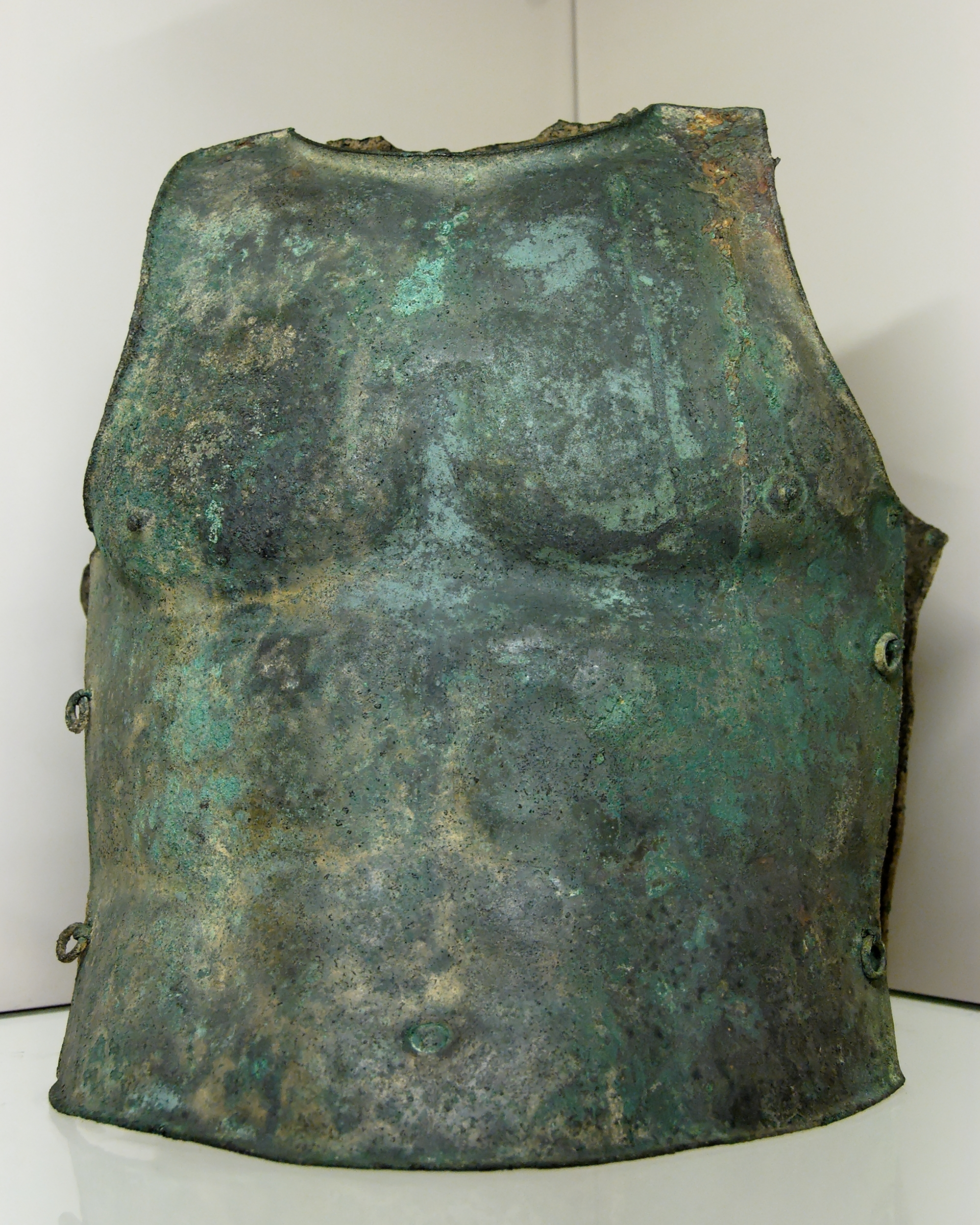
درع من البرونز، إيطاليا، خلال الفترة 350–300 قبل الميلاد تقريبًا

تم استخدام الدرع الصفيحية الجزئية، التي تحمي الصدر والأطراف السفلية، من قِبل الأغريق والرومان، ولكنها وقعت في براثن الإهمال عقب انهيار الإمبراطورية الرومانية بسبب التكلفة والعمل اللازم لإنتاج قطعة واحدة من الصفيحة المعدنية أو الدرع. وتم استخدام الصفائح الفردية من الدرع المعدنية مرة أخرى من أواخر القرن الـ 13 وما بعد تلك الفترة، وذلك لحماية المفاصل والسيقان وكان يتم ارتداء هذه الصفائح فوق الزردية الدرع.

## أواخر العصور الوسطى

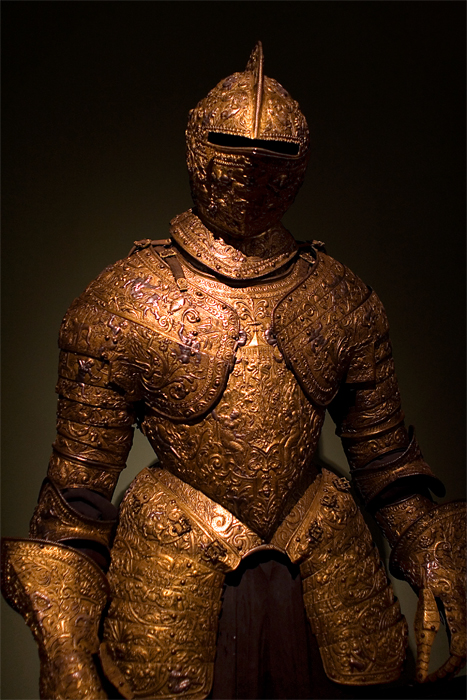
درع صفيحية خاصة بـ هنري الثاني ملك فرنسا، التي تم صنعها عام 1555 تقريبًا، مع نقوش زينية متقنة.

بحلول نهاية القرن الـ 14، تم تطوير صفائح كاملة وأكبر حجمًا للدروع. وخلال أوائل القرن الـ 16 تم تقويم تصميم الخوذة وواقي الرقبة لإنتاج ما يُسمى بدرع نورنبرغ، التي تميز الكثير منها بالروعة في التصنيع والتصميم.
وكان الإيطاليون الشماليون والألمان الجنوبيون هم الرواد في تقنيات التسلح بالدروع في أوروبا. وأدى هذا إلى انتشار أشكال الدروع الميلانية نسبة إلى ميلان والقوطية نسبة إلى الإمبراطورية الرومانية المقدسة. كما أنتجت إنجلترا دروعًا في غرينيتش، بشكل فريد من نوعه خاصة بها. كما استخدمت تركيا العثمانية الدروع الصفيحية على نطاق واسع بيد أنها أدخلت كميات كبيرة من الزردية في الدروع الخاصة بهم، والتي كانت تُستخدم على نطاق واسع من قِبل قوات الصاعقة مثل فيلق الإنكشاري.
وبحلول عصر النهضة، كان يتم إنتاج دروع صفيحية بها نقوش زينية دقيقة للأسرة الملكية. والدرع الصفيحية الفولاذية الخاصة بهنري الثاني ملك فرنسا التي تمت صناعتها في عام 1555 مغطاة بنقوش دقيقة، والتي خضعت للطلاء باللون الأزرق والفضة والذهب.

### أثر تطور الأسلحة
كانت الدرع الصفيحية محصنة من اختراقات السيوف. كما أنها تحمي صاحبها جيدًا من الرمح وتوفر دفاعًا لائقًا ضد الصدمات الحادة.
وقد أدى تطور الدروع الصفيحية أيضًا إلى تطور في تصميم الأسلحة الهجومية. وفي حين أن هذه الدرع كانت فعالة ضد الضربات، إلا أنه كان يمكن استغلال نقاط ضعفها بواسطة السيوف الطويلة المدببة أو غيرها من الأسلحة الأخرى المصممة لهذا الغرض، مثل المطارق والمطارد. ولا يزال تأثير الأسهم والأسهم القصيرة محل خلاف فيما يتعلق بالدرع الصفيحية. ويمكن أيضًا للأقواس الطويلة والنشابيات اختراق الدرع الصفيحية من نطاقات تصل إلى 200 متر (660 قدم) برمية محظوظة، لا سيما في معارك مثل معركة فيسبي، على الرغم من أن المؤرخ جان فرويسارت (Jean Froissart) يقول إن نجاح مثل هذه الأسلحة في معركة بواتييه كان يعود بدرجة أقل إلى الأسهم المخرزة التي تم استخدامها من قِبل الإنجليز وكان يعود بدرجة أكبر إلى استهداف جانب أو مؤخرة الدرع، الذي كان يُعد الجزء الأضعف من الدرع.[بحاجة لمصدر] كما أدى تطور الدرع الصفيحية في القرن الرابع عشر إلى تطور العديد من أسلحة البول أرم. وتم تصميمها لإنزال أثر أقوى وتركيز القوة على منطقة صغيرة والتسبب في إلحاق الضرر عن طريق الصفيحة. وتم استخدام الصولجانات والمطارق الخربية والرؤوس المطرقية للمطارد لإيقاع جرح حاد من خلال الدرع.
ولم تكن الصفيحة المسننة مزخرفة فحسب، ولكنها كانت أيضًا مقواة ضد الثني تحت الضرب أو التأثير الحاد. وهذا يعوض ميل السنون إلى الإمساك بالضربات الخارقة. في التقنيات المدرعة التي يتم تدريسها في المدرسة الألمانية للمبارزة، يركز المهاجم على «نقاط الضعف» هذه، الأمر الذي يؤدي إلى نمط من القتال يختلف اختلافًا كبيرًا عن القتال بالسيف دون استخدام الدروع. وبسبب هذا الضعف يرتدي معظم المحاربين قميصًا واقيًا (درعًا) أسفل الدرع الصفيحية (أو معطفًا من صفائح). وفي وقت لاحق، تم استبدال القمصان الواقية بقطع زردية، تُسمى goussets، يتم تخييطها في سترة التسليح. وللحصول على مزيد من الحماية للدرع الصفيحي كان يتم استخدام صفائح دائرية صغيرة تُسمى besagews التي كانت تغطي منطقة الإبط بـ «أجنحة» لحماية المنطقة الداخلية للمفاصل.

## عصر النهضة

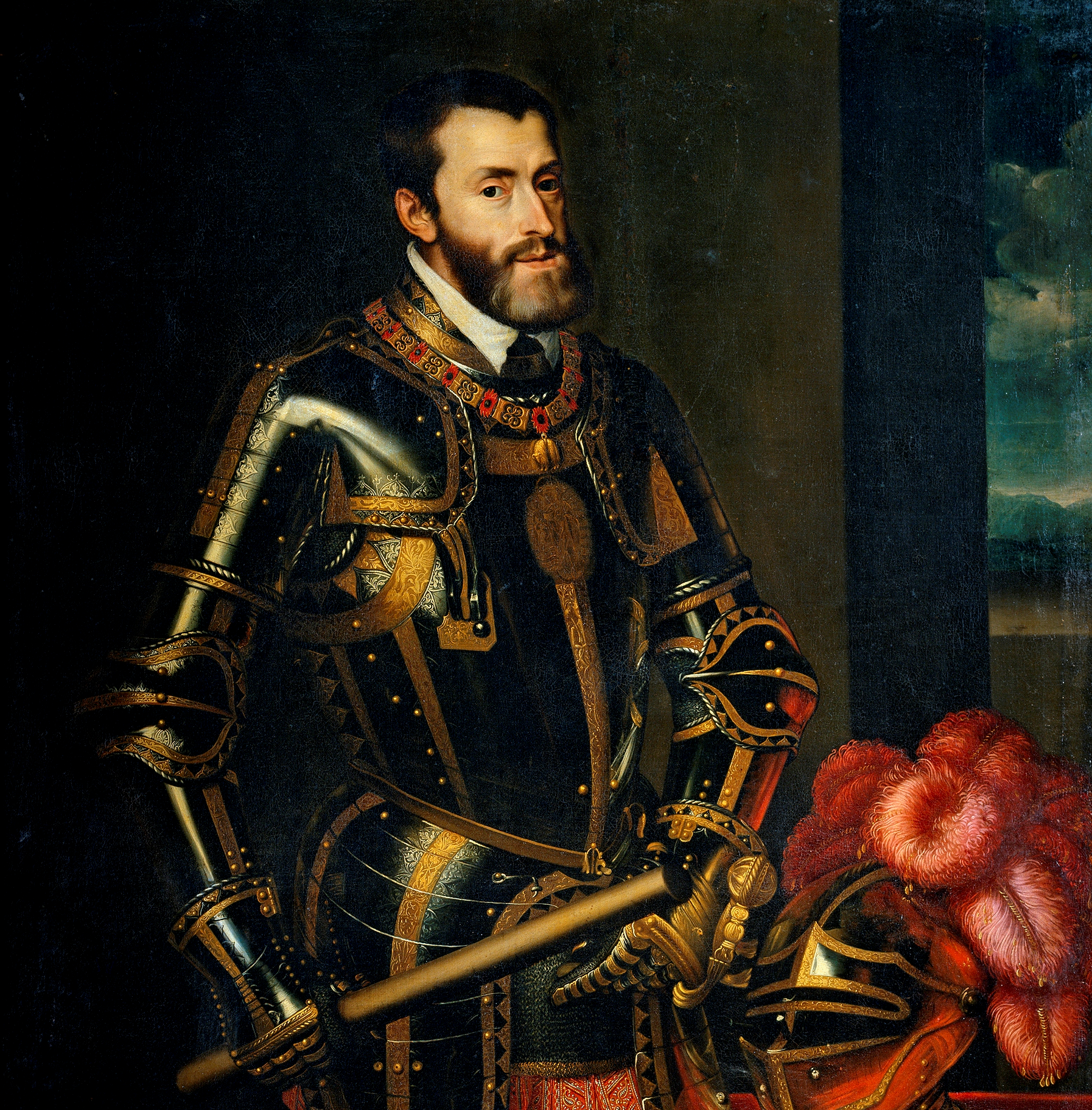
تشارلز الخامس، الإمبراطور الروماني المقدس، ابن ماكسيميليان الأول في صورة له من تصوير تيتيان (Titian)، وهو يرتدي درعًا مزخرفة من عصر النهضة.

وكانت درع ماكسيميليان في عصر النهضة تتميز عادة بالرسوم والنقوش الزخرفية، مقارنة بالدرع البيضاء الأكثر بساطة في زخارفها في القرن الـ 15. كما شهدت هذه الحقبة استخدام الخوذ المغلقة، في مقابل الصلتية (خوذة خفيفة) والباربيوت التي كانت سائدة في القرن الـ 15.
وكانت السترة الكاملة من الدرع الصفيحية في عصر النهضة تتألف من خوذة وطوق العنق (أو bevor) وبولدرونات (أو spaulders) وcouters وأوقية الذراع وقفازات وزردية (صفيحة للظهر والصدر) مع فولد وتاسيت (لوقاية الساقين) وكيولت وتنورة واقية وفخذs وpoleyns وgreaves وsabatons.
ويمكن أن تزن السترة الكاملة من الدرع الصفيحية المصنوعة من الفولاذ المقوى جيدًا حوالي 20 كجم (44 رطلاً).
ويظل الشخص المرتدي لهذه السترة رشيقًا للغاية وقادرًا على التحرك بحرية والقفز والركض، حيث إن الوزن يوزع بشكل جيد على كامل جسمه

### درع المشاة
كما أصبحت الدرع الصفيحية المخففة، التي تتكون عادة من صفيحة صدرية وبرجونة وmorion أو cabasset وgauntlets، شائعة فيما بين المرتزقة في القرن الـ 16 وهناك العديد من المراجع لما يُسمى باسم درع الذخيرة التي كانت تُطلب لجنود المشاة بتكلفة أقل بكثير من تكلفة الدرع الصفيحية الكاملة. وغالبًا كانت هذه الدرع المنتجة بكثرة أثقل ومصنوعة من معادن أقل جودة من الدروع الخاصة بالفرسان.

### درع المبارزة

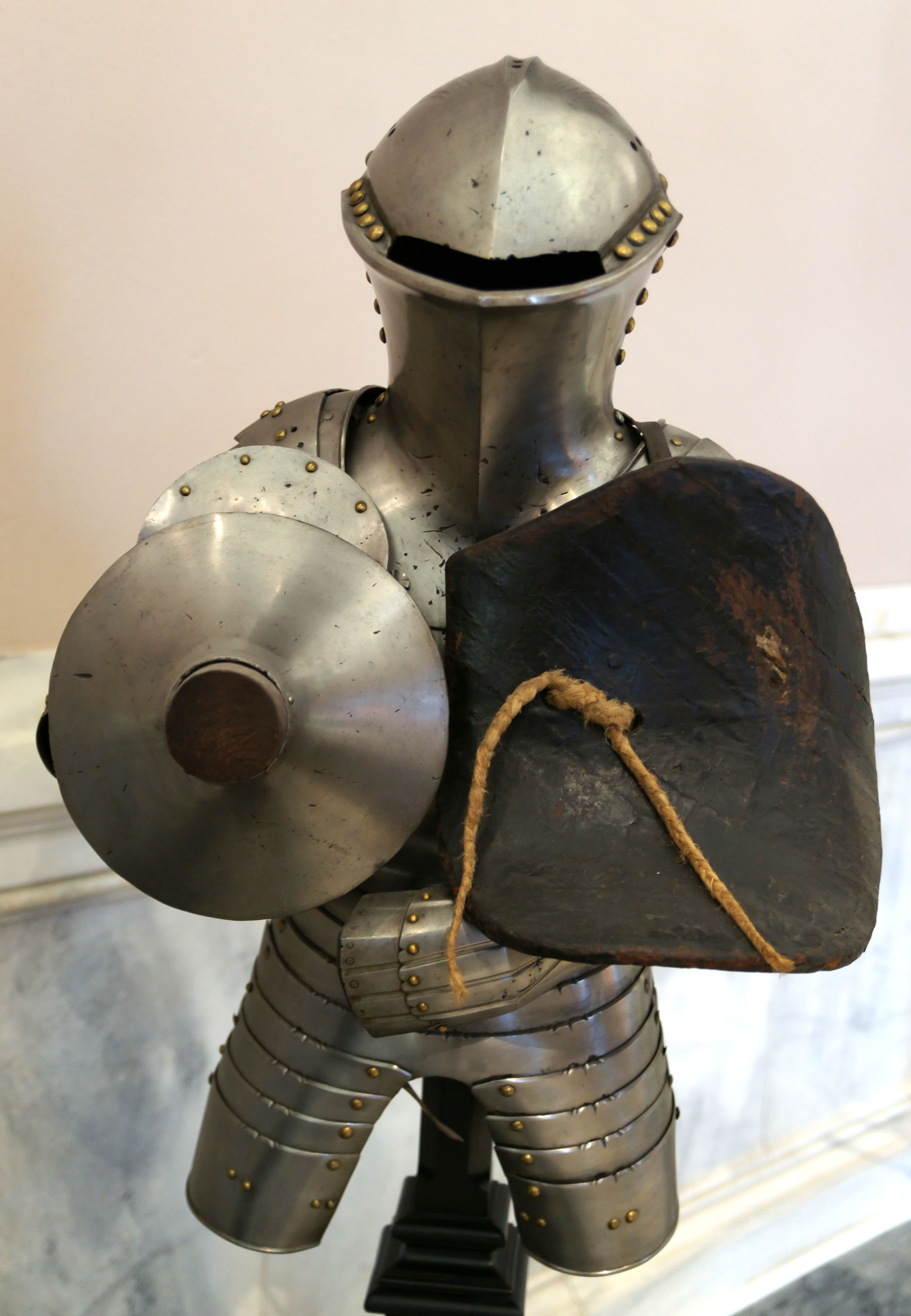
ستيكزيوج (Stechzeug) الخاصة بجون زا كونستانت (John the Constant) (تقريبًا 1500)

كانت درع التبارز المتخصصة التي كانت تُنتج في أواخر القرن الـ 15 إلى القرن الـ 16 أثقل وكان وزنها يبلغ ما يعادل 50 كجم (100 رطل)، ونظرًا لأنه لم يُقصد منها القتال الحر، فلم تكن بحاجة إلى السماح بحرية الحركة، وكان العامل المقيد الوحيد هو الحد الأقصى للوزن الذي يمكن حمله من قِبل المحارب خلال فترة معينة.
وتعود جذور المبارزة في العصور الوسطى إلى التكتيكات العسكرية لسلاح الفرسان الثقيل خلال العصور الوسطى العليا. وقد عفا على هذه الأنشطة الزمن خلال القرن الـ 14 ومنذ القرن الـ 15، أصبحت المبارزة رياضة (hastilude) دون أن تكون لها صلة مباشرة بالحرب.
وخلال تسعينيات القرن الخامس عشر، استثمر الإمبراطور ماكسيميليان الأول الكثير من الجهد في إتقان هذه الرياضة، والتي حصل من خلالها على لقب «الفارس الأخير».
وكان الرينين (Rennen) والاستيشين (Stechen) من الأشكال الرياضية للمبارزة التي تطورت خلال القرن الـ 15 وجرت ممارستها طوال القرن الـ 16. وكانت الدروع المستخدمة لهذين الأسلوبين من المبارزة تُعرف باسم Rennzeug وStechzeug على التوالي.
وتطور Stechzeug على وجه الخصوص إلى درع ثقيلة للغاية أعاقت تمامًا حركة الفارس، ولا سيما أشكالها الأخيرة التي تشبه مقصورة على شكل درع تم دمجها في درع الحسان أكثر من كونها سترة عملية من الدرع.
وأدت بعض أشكال المعدات الرياضية خلال المرحلة النهائية من نشاط المبارزة في ألمانيا في القرن الـ 16 إلى ظهور مفاهيم خاطئة حديثة عن ثقل وعدم ملاءمة «درع العصور الوسطى»، كما هو شائع على نحو لافت للنظر في رواية مارك توين (Mark Twain) يانكي من كونيتيكت في بلاط الملك آرثر.
وتفسير الثقل الكبير لخوذات بدرع Stechzeug هو أن الهدف كان يتمثل في فصل رشية الخوذة لخوذة الخصم، الأمر الذي يؤدي إلى التأثير الكامل المتكرر للرمح على الخوذة.
وعلى النقيض كان Rennen نوعًا من الدروع الخاصة بالمبارزة الأقل احتكاكًا. وكان الهدف هو ضرب درع الخصم.
وتم تطوير Rennzeug المتخصص بناءً على طلب من الإمبراطور ماكسيميليان، الذي رغب في العودة إلى شكل أكثر رشاقة من المبارزة مقارنة بـ Stechen ذي الدروع الثقيلة و«الاحتكاك الكامل». ففي Rennzeug، يتم تثبيت الواقي بالدرع بالزنبرك وينفصل تلقائيًا عن الاحتكاك.

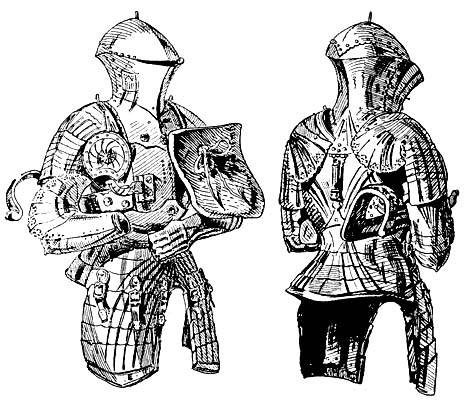
Stechzeug؛ يُرجى ملاحظة أن الأجزاء التي تحمي الجزء الأسفل من الجسم والساقين كانت مدمجة كجزء من درع الحصان (غير مبين).
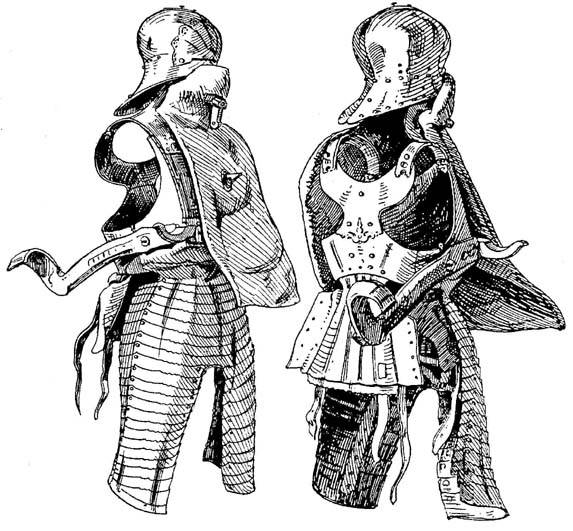
Rennzeug
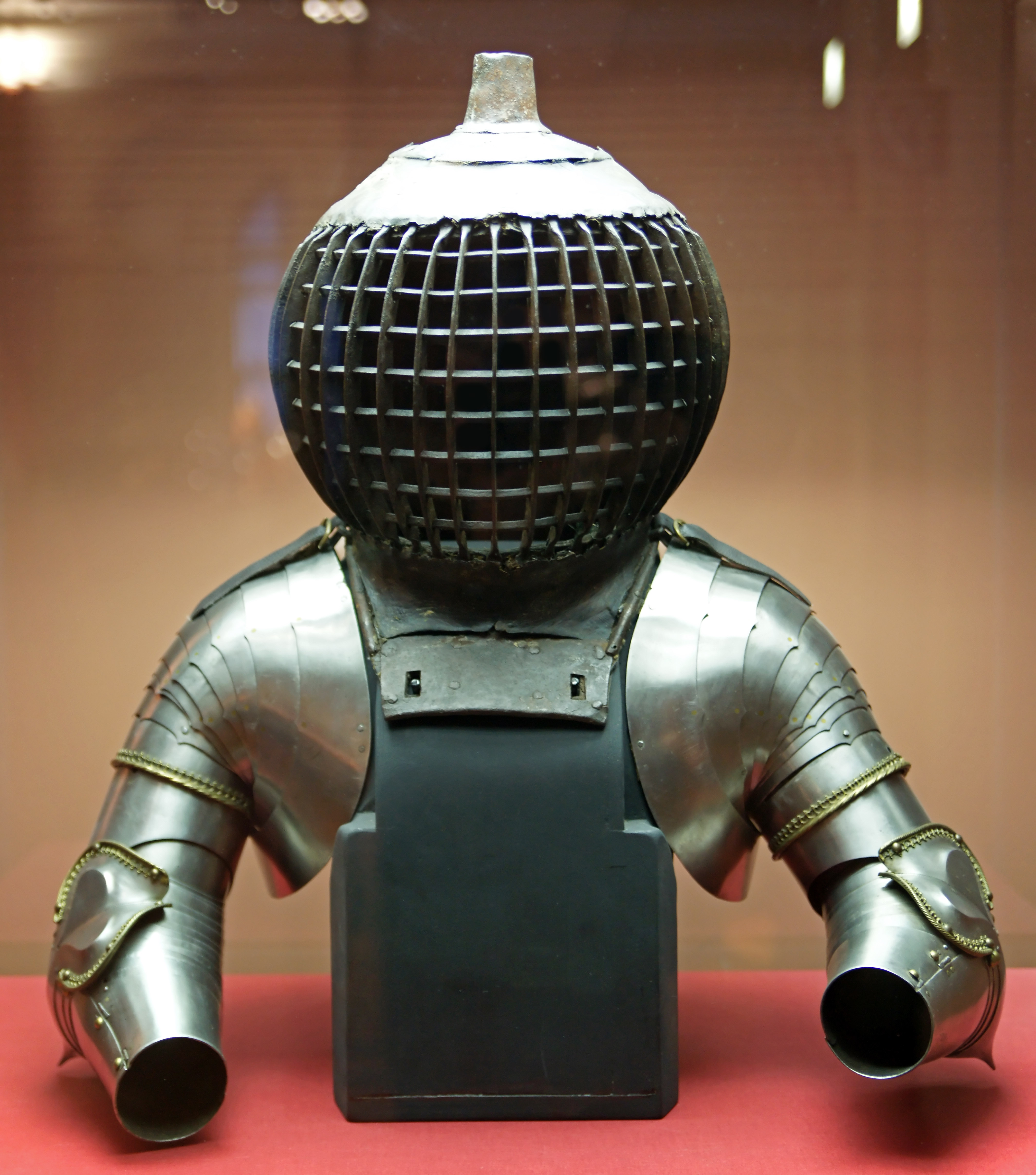
درع مصممة لـ Kolbenturnier، يعود تاريخها إلى ثمانينيات القرن الخامس عشر. كان Kolbenturnier أحد الأشكال المتأخرة للمسابقات، بعكس المبارزة كانت تُمارس عن طريق فرق باستخدام هراوات خشبية (Kolben) لضرب ريش الخوذات الخاصة بخصومهم.

## أوائل الحقبة الحديثة

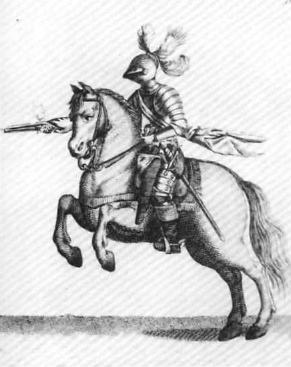
فارس يطلق النار، أوائل القرن السابع عشر

لقد جرى استخدام الدرع الصفيحية على نطاق واسع من قِبل معظم الجيوش حتى نهاية القرن الـ 17 بالنسبة لكل من قوات المشاة والقوات المحمولة مثل الفرسان ذوي الدروع والفرسان ورماة الرمح وفرقة الفرسان (Polish hussars).
وتطورت درع المشاة الخاصة بالقرن السادس عشر إلى Savoyard وهي نوع من الدروع تتكون من ثلاثة أرباع بحلول عام 1600.
وكانت الدرع الصفيحية الكاملة مكلفة في إنتاجها وصيانتها وبالتالي اقتصرت على الطبقات العليا من المجتمع؛ وبقيت سترات الدروع شديدة الزخرفة بشكل مسرف هي الموضة بالنسبة لنبلاء وجنرالات القرن الثامن عشر لفترة طويلة بعد توقف استخدامها العسكري في المعارك بسبب ظهور البنادق غير المكلفة.

### التراجع في القرن الثامن عشر
كان تطوير الأسلحة النارية القوية التي يتم إطلاقها بالبنادق سببًا في هجر كل الدروع الأثقل وزنًا. وأدت القوة المتزايدة وتوافر الأسلحة النارية وطبيعة المشاة الكبيرة والمدعومة من قِبل الدولة إلى التخلي عن أجزاء كبيرة من الدروع لصالح القوات الأقل تكلفة والأكثر قدرة على الحركة. وكان أول ما تم التخلي عنه هو حماية الساقين، حيث تم استبدال الدروع الخاصة بحماية الساقين بأحذية جلدية طويلة. بحلول بداية القرن الثامن عشر، بقي المارشالات (المشير) والقادة وأفراد الأسرة الملكية فقط هم الذين يرتدون الدروع الكاملة في ساحات المعارك، كدلالة على الرتبة أكثر من كونها دلالة على الاعتبارات العملية. وبقيت رغبة الملوك في التصوير وهم يرتدون الدروع أمرًا عصريًا خلال النصف الأول من القرن الثامن عشر، ولكن حتى هذا التلقيد أصبح باليًا. وبالتالي، لا تزال إحدى صور فريدريك العظيم كولي للعهد in 1739 تظهره وهو يرتدي الدرع، في حين أن إحدى اللوحات التي تم رسمها له لاحقًا التي يظهر فيها كقائد منتصر في حرب السبع سنوات (1760s) تظهره وهو يرتدي زي tricorne.
غير أن الدروع الواقية للبدن بقيت قيد الاستخدام طوال القرن الـ 18 لدى وحدات الفرسان، لا سيما الفرسان ذوي الدروع (cuirassiers)، بما في ذلك الصفائح الأمامية والخلفية التي يمكنها حماية مرتديها من النيران التي تُطلق من مسافات بعيدة والخوذات أو «الأوقية»، وهي نوع من السترات المصنوعة من الصلب كانوا يتردونها أسفل القبعة المرنة.

## الدرع الصفيحية في اليابان

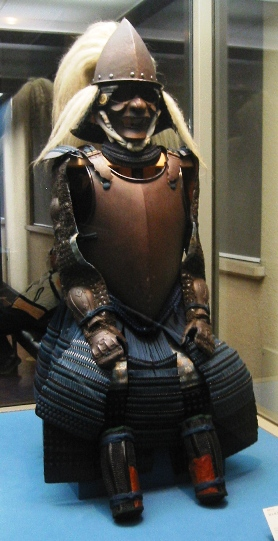
سترة يابانية (ساموراي) من الدرع الصفيحية في القرن السادس عشر بها درع على النمط الغربي

في اليابان خلال فترة الكوفون، في القرنين الرابع والخامس، تمت صناعة دروع صفيحية من الحديد متقدمة للغاية تُسمى تانكو وخوذات. وتم استخدام الدرع الصفيحية في اليابان خلال حقبة نارا (646-793)، وقد عُثر على الدروع الصفيحية والدروع من نوع lamellar armour في تلال المدافن وتم العثور على هانيوا (haniwa) (رسوم قديمة من الصلصال) تظهر المحاربين وهم يرتدون الدروع الكاملة.
وفي اليابان تطلبت حرب فترة فترة سينغوكو (القرنان الخامس عشر والسادس عشر) إنتاج كميات كبيرة من الدروع لجيوش المشاة المتزايدة (ashigaru). وتم إنتاج كميات كبيرة من الدروع الصدرية ذات الجودة البسيطة (okashi أو "lent") (dou أو dō) والخوذات (kabuto).
في عام 1543، أحضر البرتغاليون أسلحة نارية تعمل بالفتيل (tanegashima) إلى اليابان. وبدأ اليابنيون في تصنيع الفتيل واستخدام هذه الأسلحة النارية في الحروب تسببت في التراجع التدريجي في استخدام الدروع الصفيحية القديمة التي كان الساموراي يشتهرون بها؛ وبدأ صناع الدروع اليابانية في استخدام الصفائح الحديدية الصلبة في تصاميم الدروع التي كانت تستند إلى الدروع الأوروبية، وفي نهاية المطاف باتت الدروع الصفيحية الأسلحة المعتادة لمحاربي الساموراي. وكانت الدروع الصفيحية اليابانية الجديدة تُسمى tosei gusoku (الدروع الجديدة) حتى يتم تمييزها عن الدروع الصفيحية القديمة. وصمم صناع الدروع اليابانيون دروعًا صفيحية من الحديد والصلب المقاومة للرصاص تُسمى tameshi gusoku أو (تم التحقق من فاعليتها لمقاومة الرصاص)، والتي سمحت لهم بالاستمرار في ارتداء الدروع على الرغم من الاستخدام الكبير للأسلحة النارية في أواخر القرن الخامس عشر.
وفي القرن السابع عشر وضعت الحرب في اليابان أوزارها ولكن استمر الساموراي في استخدام الدروع الصفيحية حتى نهاية حقبة الساموراي في ستينيات القرن التاسع عشر، حيث كان آخر استخدام لدروع الساموراي في عام 1877 خلال تمرد ساتسوما.

## الدرع الواقية للبدن في القرن العشرين والعصر الحديث

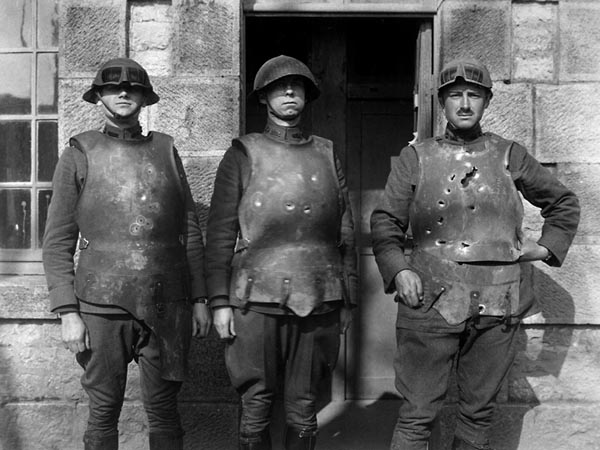
دروع فرنسية من الحرب العالمية الأولى بعد اختبار مقاومتها للنيران

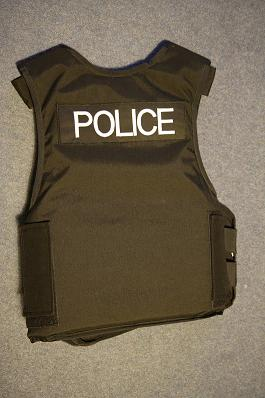
صورة لسترة مقاومة للطعنات

عاودت الدرع الواقية للبدن الظهور لفترة قصيرة في الحرب الأهلية الأمريكية مع تحقيقها نجاحًا متنوعًا. ومع ذلك، كانت سترات الدروع في تلك الفترة مكلفة وبالتالي كانت تُشترى من قِبل الجنود الأفراد وليست مطلبًا، الأمر الذي يعني أن فاعلية الدرع تباينت بشكل كبير وذلك اعتمادًا على صانعها. وتم استخدام الدروع الصفيحية بنجاح من قِبل الأسترالي الخارج على القانون نيد كيلي (Ned Kelly) وعصابته، الأمر الذي أعطاهم ميزة كبيرة في اشتباكاتهم المسلحة مع الشرطة. وتم استخدام درع الفرسان الخاصة بنابليون والإمبراطوريات الفرنسية والألمانية والبريطانية (الفرسان المعروفون باسم الفرسان ذوي الدروع) على نحو فعال على مدى القرن التاسع عشر وحتى العام الأول من الحرب العالمية الأولى، عندما ذهب الفرسان ذوو الدروع الفرنسيون لمواجهة العدو المسلح بالدروع خارج باريس. وخلال الحرب جرب كل من الطرفين الدرع الواقية من الشظايا وبعض الجنود استخدموا الدروع الخاصة بهم ولكن الدروع الواقية من القذائف مثل American Brewster Body Shield لم يتم إنتاجها على نطاق واسع.
في عام 1916 قدم الجنرال أدريان من الجيش الفرنسي درعًا واقية للبطن كانت خفيفة الوزن (رطلان) وسهلة الارتداء. وكانت مصنوعة من الصفائح المعدنية المستطيلة والمقوسة والمصبوبة إلى حد ما لحماية البطن، وتمت إضافة سترات واقية لحماية الفخذ والورك إلى درع البطن. ونصح الجنرال أدريان باستخدام صفيحة صدرية انضمت إلى حماية البطن كانت تُقدم أيضًا مع درع واقية للعنق. وتم صنع حوالي ثلاثة آلاف من هذه الدروع الواقية التي كانت تزن حوالي خمسة أرطال ونصف وخضعت لاختبارات عملية.
وخلال الحرب العالمية الأولى، أدرك عدد من الضباط البريطانيين أنه كان يمكن تجنب سقوط العديد من الضحايا إذا كانت هناك دروع فعالة متوافرة. وبُذلت جهود متفرقة في تطوير الدروع، وكان بمقدور الجنود القيام بعمليات شراء أو جهود فردية، ولكن لم يتم إصدار دروع للجنود. وكما هو الحال اليوم، عقدت مسائل وزن المواد وتكلفتها وتوافرها و/أو الاستقرار البيئي موضوع تطوير الدروع الفعالة. على سبيل المثال، تمت تجربة الدروع المريحة المصنوعة من الحرير على نطاق صغير وذلك استنادًا إلى التصاميم اليابانية، بيد أن هذه المادة لم تدم طويلاً عند تعرضها للظروف البيئية القاسية.
يشير الاستخدام الأول للمصطلح «سترة واقية من الرصاص» (flak jacket) إلى الدرع التي تم تطويرها في الأصل من قِبل شركة ويكينسون سوورد (Wilkinson Sword) خلال الحرب العالمية الثانية للمساعدة على حماية أفراد القوات الجوية الملكية (RAF) من الحطام المتطاير والشظايا الناتجة عن القذائف شديدة الانفجار التي يتم إطلاقها بواسطة ألمانيا البنادق المضادة للطائرات التي يستخدمها الألمان (وكلمة flak نفسها هي اختصار للكلمة الألمانية "Fliegerabwehrkanone" (بندقية مضادة للطائرات)).
وجاءت فكرة السترة الواقية من الرصاص من العقيد مالكولم سي جرو (Malcolm C. Grow)، طبيب جراح تابع للقوات الجوية الأمريكية في بريطانيا. وأعرب عن اعتقاده أنه كان من الممكن الحيلولة دون وقوع العديد من الجروح التي كان يعالجها إذا كانت هناك بعض الأنواع من الدروع الخفيفة. وفي عام 1943 تم منحه وسام الاستحقاق لتطويره السترة الواقية من الرصاص.
ولسوء الحظ، اتضح أن السترات الواقية من الرصاص كبيرة الحجم جدًا مما يجعل من الصعب ارتداءها في نطاق حدود معيار قاذفة القنابل الخاصة بسلاح الجو الملكي، أفرو لانكاستر. وبالتالي عرض سلاح الجو الملكي بعد ذلك السترات على القوات الجوية الأمريكية، التي اعتمدتها كمعيار دفاع.

## المواد

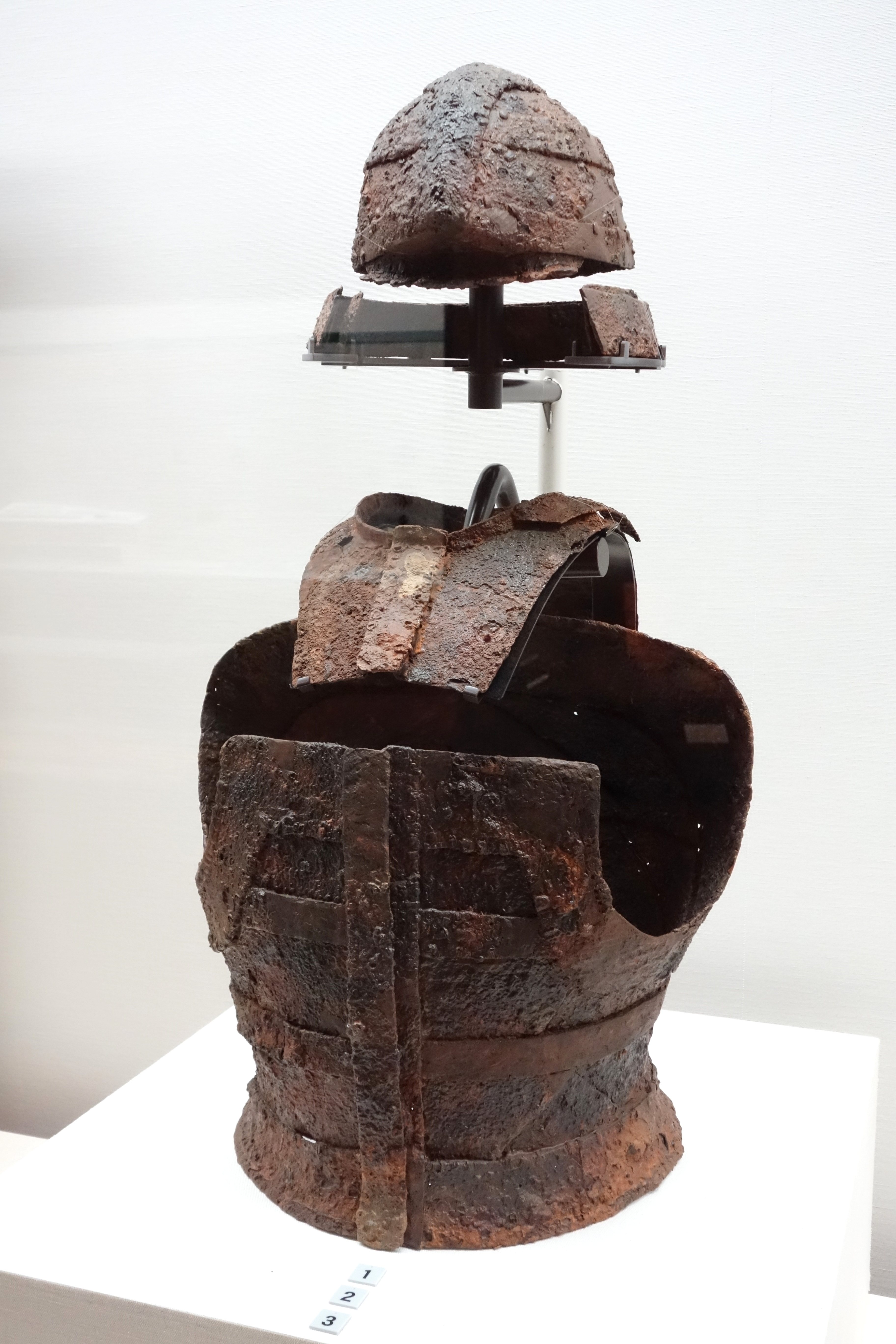
خوذة ودرع يابانيان من الحديد مع ديكور من البرونز المُذّهب، فترة كوفون، القرن الخامس. متحف طوكيو الوطنيكانت

أول درع صفيحية مصنوعة من البرونز، حيث كان يرتديها الجنود النخبة في الجيوش الإغريقية على وجه الخصوص. وعلى الرغم من سهولة العمل بالبرونز، إلا أنه كان أقل توافرًا (حيث كان يتطلب النحاس والقصدير، اللذين لم يتم العثور عليهما أبدًا في المناطق القريبة). وكان الحديد، على الرغم من ذلك، كافيًا للقيام بهذه المهمة، ليصبح في نهاية المطاف أكثر شيوعًا بسبب قوته وكذلك توافره بشكل أكبر للاستخدام في الجيوش المتقدمة في أوروبا والشرق الأوسط.
واكتملت تدريجيًا آليات صنع الصلب الذي حل محل الحديد في معظم القدرات باستثناء دروع الذخيرة. وكان يتم باستمرار تصنيع الصلب بشكل أقوى وأكثر سمكًا للحماية من الرصاص ولكن كانت الحماية المطلوبة في نهاية المطاف ثقيلة ومكلفة جدًا بالنسبة لمعظم القوات.
وفي القرن العشرين ظهر استخدام التيتانيوم و«الصلب المقاوم للقذائف» المقوى في الصفائح المقاومة للصدمات. وفي نهاية المطاف تم إدخال صفائح الخذف المصنوعة من أكسيد الألومنيوم أيضًا.

## كتابات أخرى
- R. E. Oakeshott, European weapons and armour: From the Renaissance to the industrial revolution (1980).